# TSV Röthenbach
Der TSV Röthenbach, ausführlich TSV 1927 Röthenbach bei Sankt Wolfgang e. V., ist ein Sportverein aus Röthenbach bei Sankt Wolfgang, einem Ortsteil des mittelfränkischen Wendelstein. Überregional bekannt wurde er durch die Tischtennisabteilung, deren Damenmannschaft seit 1991 in der Zweiten und Ersten Bundesliga spielt.
TSV bedeutet Turn- und Sportverein. Der Verein betreibt die Sparten Fußball, Bogenschießen, Shaolin, Turnen, Reha und Präventionssport, Volleyball, Kegeln, Eisstock, Tennis und Tischtennis.

## Vereinsgeschichte
1927 wurde der Turn- und Sportverein Röthenbach bei Sankt Wolfgang gegründet, zunächst als reiner Fußballverein. Im Zuge der Machtergreifung musste sich der Verein 1933 auflösen. Am 6. März 1954 erfolgte die Neugründung. 1961 kam zu den Fußballern noch die Tischtennis-Abteilung hinzu. Im Januar 1962 nannte sich der Verein um in TSV 1927 Röthenbach bei Sankt Wolfgang. Seit 1967 gibt es die Turnabteilung, 1969 wurde der Verein als „eingetragener Verein (e. V.)“ im Vereinsregister geführt. 1979 kamen die Abteilungen Volleyball, Tennis, Kegeln und Leichtathletik hinzu.

## Tischtennis
Die Tischtennisabteilung wurde 1961 auf Initiative von Lydia und Franz David sen. gegründet und startete mit einer Herrenmannschaft. Später kamen Damen hinzu, die erste Damenmannschaft erreichte nach mehreren Aufstiegen die Oberliga Süd. Hier wurden sie 1977 und 1978 Meister, konnten sich aber in den Aufstiegsspielen zur Bundesliga nicht durchsetzen. 1991 gelang der Aufstieg in die 2. Bundesliga. Hier kam das Team zweimal auf Platz zwei und einmal auf Platz drei, ehe es in der Saison 1994/95 in der Besetzung An Hae Sook, Andrea Stich, Andrea Hillgärtner, Sabine Fischer und Andrea Schiel Meister wurde und in die 1. Bundesliga aufstieg. Obwohl man sich mit der Europameisterin Marie Svensson aus Schweden und Sandra Peter vom FC Langweid verstärkte, konnte das Team am Ende der Saison als Tabellenletzter den Abstieg nicht verhindern. Zwei Jahre später gelang der Wiederaufstieg (Adriana Nastase, An Hae Sook, Svenja Weikert, Jessica Weikert, Andrea Schiel). In den drei folgenden Jahren kam man auf die Plätze 8, 7 und 9 und musste 2001 wieder absteigen.
Im Mai 2001 wurde die Tischtennis-Abteilung in den TTC „Femont“ Röthenbach ausgegliedert, benannt nach einem Sponsor. 2002 kehrte die Damenmannschaft in das Oberhaus zurück (Adriana Nastase, Svenja Weikert, Jessica Weikert, Sandra Stroezel, Heike Oberrauch, Melanie Windisch). Ein Jahr später zog der Verein aus finanziellen Gründen die Mannschaft in die 2. Bundesliga zurück. Hier ist sie bis heute (2012) vertreten. Im europäischen ETTU Cup wurde man 2000 und 2002 Zweiter.
Seit 2007 tritt die Mannschaft unter TTC Optolyth Optik Wendelstein, dem Namen eines örtlichen Unternehmens, auf, danach nannte sich der Verein um in TTC Wendelstein.